# Операция «Сидар-Фолс»

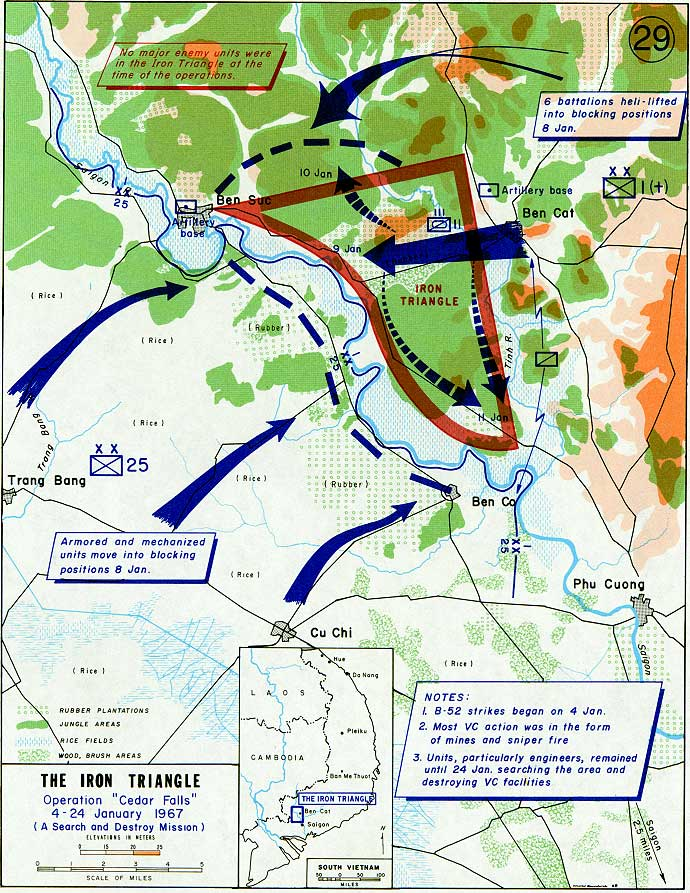

Си́дар-Фолс" (англ. Cedar Falls) — военная операция, проведённая силами США и Южного Вьетнама в январе 1967 года в ходе Вьетнамской войны.
«Сидар-Фолс» была одной из трёх значительных операций, проведённых Армией США в тактической зоне III корпуса Южного Вьетнама в сухом сезоне 1966—1967 годов. Каждая из этих операций на момент своего проведения была самой крупной с момента вступления США в войну.
Операция проходила с 8 по 26 января 1967 года в «железном треугольнике», районе к северо-западу от Сайгона, известном как оплот партизан НФОЮВ. В ней принимали участие 16 тысяч американских и 14 тысяч южновьетнамских солдат. Целью «Сидар-Фолс» была «зачистка» этого района, откуда исходила угроза безопасности Сайгона. Американское командование рассчитывало, что силы НФОЮВ попытаются защитить свой базовый район (что неизбежно приведёт к их тяжёлым потерям), однако этого не произошло. Партизаны предпочли покинуть район проведения операции и вернулись сразу после её завершения.
Итогом «Сидар-Фолс» был захват большого количества оружия и припасов НФОЮВ. Кроме того, всё население (6 тысяч человек) деревни Бен-Сук, находившейся под влиянием НФОЮВ, было переселено в лагеря беженцев, а сама деревня полностью уничтожена. Этот эпизод вызвал волну критики в США.
Название операции происходит от города Сидар-Фолс (США, штат Айова).